# Adolf Hoel
Adolf Hoel (15 mai 1879 - 19 février 1964) est un géologue norvégien, environnementaliste et chercheur dans la région polaire. Il dirige plusieurs expéditions scientifiques au Svalbard et au Groenland. Hoel est décrit comme l'une des figures les plus emblématiques et les plus influentes de l'exploration polaire norvégienne de la première moitié du XXe siècle, aux côtés de Fridtjof Nansen et Roald Amundsen,. Son intérêt et ses recherches sur les zones polaires sont largement reconnus comme la raison pour laquelle la Norvège a la souveraineté sur le Svalbard et la Terre de la Reine-Maud dans l'Antarctique,,. Hoel est le directeur fondateur de l'Institut polaire norvégien et est recteur de l'Université d'Oslo et président de la Société norvégienne pour la conservation de la nature.
L' hoélite minérale, le glacier Adolf Hoel au Groenland et les montagnes Hoel en Antarctique sont nommés en son honneur.

## Biographie
Hoel est né à Sørum à Akershus, en Norvège. Il fréquente l'école Hans Nielsen Hauge à Oslo et l'Université d'Oslo obtenant son cand.real en 1904. Il épouse Elisabeth Birgitte Fredrikke Thomsen en 1916,.
À partir de 1909, Hoel participe à environ 30 expéditions parrainées par le gouvernement norvégien dans les régions arctiques, devenant également le principal moteur des activités scientifiques norvégiennes dans l'est du Groenland. Hoel devient membre de l'Université d'Oslo en 1911 et Maître de conférences en 1919. Dans la seconde moitié des années 1920, Hoel soutient les revendications norvégiennes dans l'est du Groenland. Avec Gustav Smedal, Hoel devient finalement le principal dirigeant du "cas du Groenland" (Grønlandssaken) qui tente de placer le Groenland oriental sous la souveraineté norvégienne. Inspiré par le trappeur Hallvard Devold, le mouvement commence à construire un réseau de stations de piégeage, combiné à l'arpentage et à l'exploration de la zone presque inhabitée. En 1929, le Norges Svalbard og Ishavsundersøkelser (NSIU) - "Norwegian Svalbard and Arctic Ocean Survey" établi par Hoel en 1928, envoie des expéditions de recherche bien organisées dans l'est du Groenland. Des navires d'expédition approvisionnent également les stations de piégeage en matériel financé par l'Arctic Trading Co. (Arktisk Næringsdrift), société que Hoel a contribué à créer.
En 1933, il devient membre du parti Nasjonal Samling de l'ancien ministre de la Défense, Vidkun Quisling, en grande partie en raison de l'approche nationaliste norvégienne de l'occupation norvégienne d'une partie du Groenland au début des années 1930. Hoel est nommé professeur de l'Université d'Oslo en 1940 et est recteur de l'université de 1941 à 1945, pendant l'occupation allemande de la Norvège. Il est le principal chercheur norvégien à Svalbard au début du XXe siècle et, en 1948, le Norges Svalbard- og Ishavsundersøkelser, qu'il a fondé, devient l'Institut polaire norvégien. Il est président de la Société norvégienne pour la conservation de la nature de 1935 à 1945.
Après la Seconde Guerre mondiale, il termine son travail pour l'Institut polaire norvégien sur l'histoire du Svalbard (Svalbard. Svalbards historie 1596-1965) qui est publiée en trois volumes après sa mort,,.